# Digonodes ragona
Digonodes ragona là một loài bướm đêm trong họ Geometridae.